# National Highway 63
National Highway 63 (NH 63) ist eine Hauptfernstraße in der Mitte des Staates Indien mit einer Länge von 485 Kilometern. Sie beginnt in Nizamabad im Bundesstaat Telangana und führt nach 220 km durch diesen Bundesstaat weitere 52 km durch den Südosten des benachbarten Bundesstaats Maharashtra. Schließlich endet sie nach 210 km im Bundesstaat Chhattisgarh in Jagdalpur am NH 43.